# Gerard Dillon
Gerard Francis Dillon (ur. 20 kwietnia 1916 w Belfaście, zm. 14 czerwca 1971 w Dublinie) – irlandzki malarz.

## Życiorys
Urodził się jako ósme i najmłodsze dziecko Josepha Henry'ego Dillona i Amie Dillon. Mieszkali przy 26 Clonard Street w Belfaście. Kształcił się w publicznej szkole, potem w Christian Brothers' School. W 1930 porzucił szkołę. Krótko jeszcze uczył się w Belfast College of Art jednak w dużej mierze pozostał samoukiem. W 1934 wyjechał do Londynu. Podczas II wojny światowej powrócił do Irlandii i mieszkał w Dublinie do 1945.
W 1941 dołączył do grupy artystycznej The White Stag, gdzie poznał ówczesnych czołowych artystów i zaczął wystawiać swoje prace. Na początku 1942 otworzył pierwszą wystawę. W 1943 przyłączył się do Dublin Painters Group. Wystawiał prace w Royal Hibernian Academy oraz współtworzył wystawę the Irish Exhibition of Living Art, na której w 1944 r. sprzedał swój pierwszy obraz olejny. Był współzałożycielem w 1944, wraz z George Campbell i Daniel O'Neill Progressive Painters Group w Belfaście. Często podróżował po Irlandii, szczególnie po Connemara i wyspach Aran, których ludność i sposób życia były kluczowym tematem jego prac. W 1950 spędził z Campbellem rok na wyspach.
Podczas pobytu w Londynie wystawia prace w galeriach Council for the Encouragement of Music and the Arts, Victor Waddington Gallery i Piccadilly Gallery. Reprezentował Wielką Brytanię w 1958 na wystawie Pittsburg International Exhibition i Irlandię w 1958 i 1960 na Guggenheim International Exhibition. Jego prace można było oglądać na wystawach w Waszyngtonie, Bostonie, Nowym Jorku, Paryżu, a także w Hiszpanii i we Włoszech.
W 1968 powrócił do Dublina i kontynuował prace na zachodzie Irlandii. Podczas pobytu w Belfaście w lutym 1971 roku doznał udaru mózgu. Zmarł 14 czerwca w szpitalu Adelaide w Dublinie. Został pochowany w Belfaście. W 1972 otwarto retrospektywną wystawę jego prac w Ulster Museum, przeniesioną następnie do Hugh Lane Municipal Gallery of Modern Art w Dublinie. W tym samym roku irlandzki urząd pocztowy emitował znaczki z reprodukcją obrazu The Black Lake (1940). Prace Dillona znajdują się w najważniejszych publicznych kolekcjach Irlandii.

## Twórczość
Dillon malował w ekspresjonistycznym tonie, przypominającym Marca Chagalla. Wpływ ten można zobaczyć w obrazie The yellow bungalow (1954, Ulster Museum, Belfast) w wykorzystywaniu żywych kolorów, wysokiego punktu widzenia, zniekształconej perspektywy i spłaszczonej struktury przestrzennej obrazu. Charakterystyczne dla twórczości Dillona było mocno autobiograficzne podejście w połączeniu z surealistycznymi elementami. Dotyczy to zwłaszcza późniejszych prac, gdzie przewodnim tematem jest sam malarz, np. The brothers (1968, Dawson Gallery) – obraz odnoszący się do śmierci trzech jego braci.
W latach 60. eksperymentował z różnymi technikami, np. mieszał piasek z farbą uzyskując niezwykłą teksturę, jak w obrazie Belfast (1963, Hugh Lane Municipal Gallery of Modern Art, Dublin) wykazującym abstrakcyjne poszukiwania malarza. Wykorzystywał też technikę kolażu. Dillon nie ograniczał się do malarstwa. Tworzył projekty gobelinów, scenografie teatralne i kostiumy dla Abbey Theatre, rysował grafiki dla Graphic Studio Dublin. Interesował się też literaturą.

## Wystawy
- Royal Hibernian Academy (1943)
- The Irish Exhibition of Living Art (1944)
- Council for the Encouragement of Music and the Arts
- Victor Waddington Gallery
- Piccadilly Gallery
- Pittsburg International Exhibition (1958)
- Guggenheim International Exhibition (1958, 1960)
- Ulster Museum (1972)
- Hugh Lane Municipal Gallery of Modern Art (1972)

## Dzieła
| nr | tytuł                | czas powstania | technika i wymiary              | miejsce przechowywania    | ilustracja |
| 1. | The Black Lake       | 1940           | olej na desce 58.4 x 67.8 cm    | Crawford Art Gallery Cork |            |
| 2. | Curragh on the Rocks |                | olej na desce 25.5 cm x 35.5 cm |                           |            |
| 3. | Island People        | 1950           |                                 |                           |            |
| 4. | The yellow bungalow  | 1954           |                                 | Ulster Museum             |            |
| 5. | Belfast              | 1963           |                                 |                           |            |
| 6. | The brothers         | 1968           |                                 |                           |            |
| 7. | At the Beach         |                | 8 inch * 11 inch                |                           |            |
| 8. | Simple Façade        |                | olej na desce 43 x 61 cm        |                           |            |
| 9. | Swans on the Boyne   | 1947           | olej na desce 26.5 cm x 34.5 cm |                           |            |